# براين فولر
براين فولر (بالإنجليزية: Bryan Fuller)‏ (مواليد 27 يوليو 1969) هو كاتب سيناريو ومنتج تلفزيوني أمريكي. عَمل فولر حصريا في مجال الكتابة والإنتاج التلفزيوني، حيث قام بإنتاج عدد من المسلسلات التلفزيونية المُشاد بها نقديا منها هانيبال وبوشنغ ديزيز وديد لايك مي وووندرفولز.

## النشأة
وُلد فولر في لويستون، أيداهو ونشأ كلاركستون، واشنطن. بعد تخرجه من مدرسة كلاركستون الثانوية، درس في كلية لويس-كلارك الحكومية في لويستون، أيداهو. إنتقل لاحقا إلى مدرسة جامعة جنوب كاليفورنيا للفنون السينمائية ولكنه ترك دراسته وبدأ العمل كموظف مكتبي مؤقت على مدى السنوات الخمس المقبلة.

## قائمة الأعمال التلفزيونية
| السنة     | المسلسل                    | الدور                                 | ملاحظات       |
| --------- | -------------------------- | ------------------------------------- | ------------- |
| 1997      | Star Trek: Deep Space Nine | كاتب                                  | 2 حلقة        |
| 1997–2001 | Star Trek: Voyager         | كاتب، محرر القصة ومنتج مشارك          | 81 حلقة       |
| 2002      | Carrie                     | كاتب                                  | فيلم تلفزيوني |
| 2003–2004 | Dead Like Me               | مبتكر، كاتب، منتج مستشار ومنتج تنفيذي | 29 حلقة       |
| 2004      | Wonderfalls                | مبتكر، كاتب ومنتج منفذ                | 13 حلقة       |
| 2006      | The Amazing Screw-On Head  | مطور، كاتب ومنتج منفذ                 | حلقة اولى     |
| 2006–2009 | Heroes                     | كاتب، منتج مستشار ومنتج تنفيذي مشارك  | 33 حلقة       |
| 2007–2009 | Pushing Daisies            | مبتكر، كاتب ومنتج منفذ                | 22 حلقة       |
| 2012      | Mockingbird Lane           | مطور، كاتب ومنتج منفذ                 | حلقة اولى     |
| 2013–2015 | Hannibal                   | مطور، كاتب ومنتج منفذ                 | 39 حلقة       |
| 2014      | High Moon                  | مطور، كاتب ومنتج منفذ                 | حلقة اولى     |
| 2016      | American Gods              | مطور، كاتب ومنتج منفذ                 |               |

## الجوائز والترشيحات
| السنة | الجائزة                      | الفئة                     | العمل           | النتيجة |
| ----- | ---------------------------- | ------------------------- | --------------- | ------- |
| 2005  | جائزة نقابة الكتاب الأمريكية | أفضل كوميديا              | Wonderfalls     | رُشِّح     |
| 2007  | جائزة نقابة الكتاب الأمريكية | أفضل مسلسل جديد           | Heroes          | رُشِّح     |
| 2007  | جوائز الإيمي برايم تايم      | أفضل مسلسل درامي          | Heroes          | رُشِّح     |
| 2008  | جائزة نقابة الكتاب الأمريكية | أفضل مسلسل جديد           | Pushing Daisies | رُشِّح     |
| 2008  | جائزة نقابة الكتاب الأمريكية | أفضل كوميديا              | Pushing Daisies | رُشِّح     |
| 2008  | جوائز الإيمي برايم تايم      | أفضل كتابة لمسلسل كوميديا | Pushing Daisies | رُشِّح     |

## وصلا خارجية
- براين فولر على موقع IMDb (الإنجليزية)
- براين فولر على موقع روتن توميتوز (الإنجليزية)
- براين فولر على موقع قاعدة بيانات الفيلم (الإنجليزية)